# 페르소나 (2019년 영화)
《페르소나》는 2019년 4월 11일 개봉 예정이었던 넷플릭스 오리지널 시리즈이다. 이지은(아이유)을 주인공을 임필성, 이경미, 김종관, 전고운 등 네 명의 감독이 각자 바라보는 이지은(아이유)의 페르소나를 담은 단편 옴니버스물이다. 그러나 개봉 예정 당일, 강원도 산불로 인해 국가재난상태가 선포되면서 개봉이 연기되었다.

## 작품

#### TRACK #1 러브세트
- 감독: 이경미
- 출연: 이지은, 배두나, 김태훈
- 내용: 테니스 코트 위 두 여자의 불꽃 튀는 승부를 그린 영화

#### TRACK #2 썩지 않게 아주 오래
- 감독: 임필성
- 출연: 이지은, 박해수
- 내용: 모든 걸 바칠 만큼 매혹적인 여자의 이야기를 그린 영화

#### TRACK #3 키스가 죄 (전고운 감독)
- 감독: 전고운
- 출연: 이지은, 심달기, 이성욱
- 내용: 소녀들의 발칙한 복수극을 그린 영화

#### TRACK #4 밤을 걷다
- 감독: 김종관
- 출연: 이지은, 정준원
- 내용: 꿈에서 다시 만난 두 남녀가 미처 나누지 못했던 속마음을 털어놓는 영화

## 영화 정보
- 2019년 4월 5일 넷플릭스를 통해 공개될 예정이었으나, 강원도 산불의 여파로 인해 공개가 연기되었다.
- 시즌1의 주인공 아이유를 이어서 시즌2 주인공 설리가 섭외를 해서 페르소나 시즌2로 제작하고 싶지만 그러나 2019년 10월에 그녀가 비극적인 선택으로 인해 사망하면서 시즌2 제작은 영구 중단했다. 결국에는 그녀가 사후 이후 시즌2는 영원히 미공개 유작으로 남기고 만다.

## 제작진
- 감독: 임필성, 이경미, 김종관, 전고운
- 제작: 미스틱스토리
- 공동제작: 기린제작사
- 기획: 윤종신
- 제공: 넷플릭스